# Acanthurus tristis
El Acanthurus tristis es un pez cirujano, de la familia de los Acantúridos. Es una especie rara en parte de su rango de distribución geográfica, como Seychelles, y común, aunque no abundante, en otras como Bali. En algunas áreas de distribución, como Tailandia, se utiliza como alimento humano, y en Sri Lanka, los juveniles se comercializan para el mercado de acuariofilia. 

## Morfología
Posee la morfología típica de su familia, cuerpo comprimido lateralmente y ovalado. La boca es pequeña, protráctil y situada en la parte inferior de la cabeza. El hocico es grande. 
Tiene 8 espinas y entre 23 a 33 radios blandos dorsales; 3 espinas y entre 22 y 29 radios blandos anales, y 16 radios blandos pectorales.
Como todos los peces cirujano, de ahí les viene el nombre común, tiene una espina extraíble a cada lado de la aleta caudal; se supone que las usan para defenderse de otros peces.

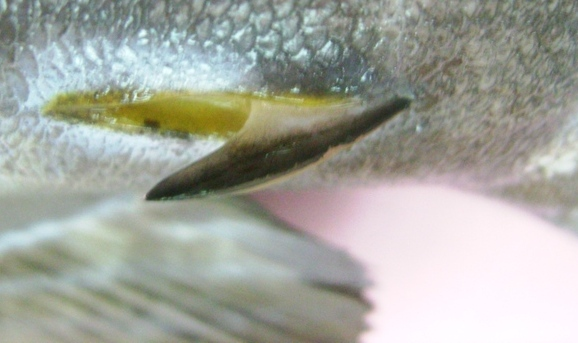
Espina del pedúnculo caudal
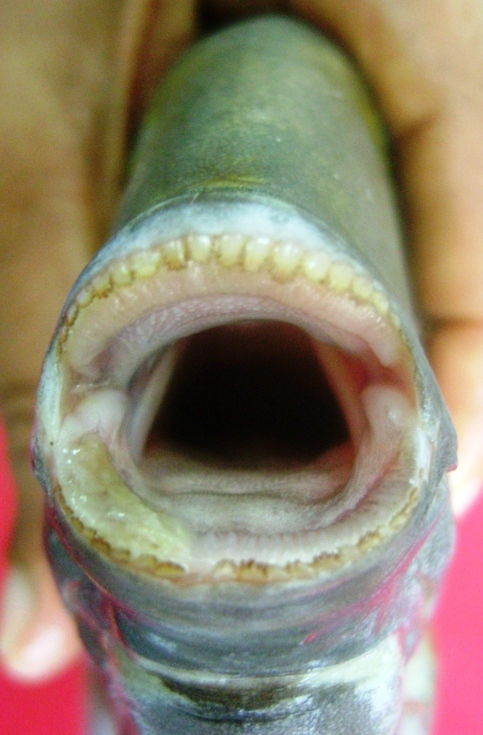
Boca y dientes del emparentado Acanthurus xanthopterus
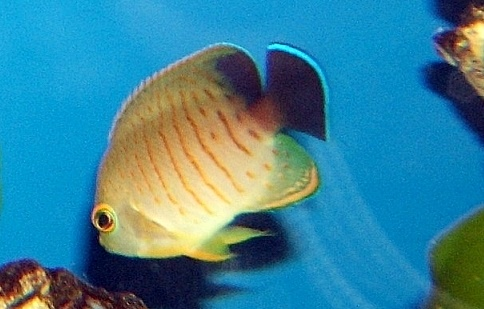
Centropyge eibli posee una librea casi idéntica

Su coloración de adulto es marrón grisáceo claro, con una banda oscura distintiva, desde la barbilla hasta el margen superior del opérculo branquial. La aleta caudal tiene un fino margen posterior blanco. Los juveniles tienen de 5 a 8 rayas verticales marrones atravesando el cuerpo, y, la aleta y el pedúnculo caudales, así como los radios blandos dorsales, son negros. Las aletas dorsal, anal y caudal de los juveniles tienen un fino margen blanco azulado. Algunos juveniles desarrollan una coloración similar a la del críptico pez ángel enano Centropyge eibli, en una estrategia de protección frente a posibles predadores.
Alcanza los 25 cm de largo.

## Alimentación
Está clasificado como detritívoro.

## Reproducción
Son ovíparos y de fertilización externa. Desovan coincidiendo con las lunas nueva y llena, estando sometido el desove a la periodicidad del ciclo lunar. No cuidan a sus crías. Las larvas pelágicas, llamadas Acronurus, evolucionan a juveniles, que mutarán de nuevo a su aspecto definitivo cuando sean adultos.

## Hábitat y comportamiento
Es una especie bentopelágica. Asociada a arrecifes de coral, ocurre en lagunas soleadas y arrecifes exteriores, en sustratos duros y arenosos. 
Su rango de profundidad está entre 2 y 30 metros.

## Distribución geográfica
Se distribuye en aguas tropicales del Océano Índico. Es especie nativa de Bangladés; Birmania; Chagos; islas Cocos; India (I. Andamán y Nicobar); Indonesia; Malasia; Maldivas; isla Navidad; Seychelles; Sri Lanka y Tailandia. Siendo cuestionable su presencia en Tanzania.